# Adrian Belew
Adrian Belew, vero nome Robert Steven Belew (Covington, 23 dicembre 1949), è un chitarrista e cantante statunitense.
È divenuto famoso con il gruppo rock progressivo King Crimson, nelle cui varie incarnazioni tra il 1981 ed il 2009  ha sempre ricoperto il ruolo di voce solista e chitarrista - nonché autore di tutti i testi (ad esclusione di "Two Hands" sull'album Beat a firma della moglie di Belew, Margaret) e di buona parte della musica dei brani cantati - e, dal vivo negli anni Ottanta, occasionalmente anche come secondo batterista in un paio di brani. Ha inoltre pubblicato come solista diversi album, in molti dei quali è lui a suonare tutti gli strumenti.
Prima dei King Crimson, ha fatto anche parte dei Talking Heads e dei Tom Tom Club.
Inoltre, Belew è ben noto per le sue molteplici collaborazioni, specialmente come chitarrista, in diversi dischi e tournée di altri artisti.
Scoperto da Frank Zappa in un locale di Nashville, dove suonava con una cover band, ha fatto parte del suo gruppo dal settembre 1977 al marzo 1978. Ha partecipato alla registrazione dell'album Sheik Yerbouti e al film Baby Snakes (ripresa integrale del concerto del 31 ottobre 1977 al Palladium, New York). Lasciò il gruppo di Zappa per entrare a far parte della band che accompagnava David Bowie, con il quale realizzò l'album Lodger e il doppio live Stage. Nel 1980 partecipa alle registrazioni di Remain in Light dei Talking Heads e al live The Name of This Band Is Talking Heads. Dopo la sua prima esperienza nei King Crimson (1981-1984) a metà degli anni ottanta Laurie Anderson lo chiama per partecipare al tour di Home of the Brave.
Nel 1990 ci fu una nuova collaborazione con Bowie nel suo Sound + Vision tour come direttore musicale, chitarrista e corista. Con i Nine Inch Nails ha registrato quattro album, The Downward Spiral, The Fragile, Ghosts I-IV ed Hesitation Marks; con i Crash Test Dummies ha suonato, nel 1993, la chitarra synth nella canzone God Shuffled His Feet; con Tori Amos ha suonato, nel 2001, nell'album Strange Little Girls; con i Porcupine Tree ha suonato la chitarra, nel 2005, nell'album Deadwing. Tra il 1994 ed il 2009 ha portato avanti il suo ruolo nei King Crimson (gruppo dall'attività di per sé discontinua) di pari passo con una prolifica produzione solista. In anni più recenti ha fondato dapprima i Bears e successivamente l'Adrian Belew Power Trio con Julie Slick al basso ed Eric Slick alla batteria, quest'ultimo poi sostituito da Tobias Ralph. Nel 2014 i tre hanno unito le forze con gli Stick Men (Tony Levin e Pat Mastelotto, già suoi compagni nei King Crimson, più Markus Reuter alla touch guitar) per un tour sotto il nome di Crimson ProjeKct.
Dal 2014 è promotore di un progetto musicale aperto, denominato FLUX, in cui chiunque può contribuire - tramite la rete - all'evoluzione e alla trasformazione di brani musicali.
Dal 2016 entra a far parte del supergruppo rock Gizmodrome, insieme ai musicisti: Mark King (Level 42), Stewart Copeland (The Police)  e Vittorio Cosma (PFM, Elio e le storie tese), con cui registra un album omonimo nel 2017.
Altre sue registrazioni si possono trovare su:
- Lights out di Peter Wolf (1980)
- The Catherine Wheel di David Byrne (1981)
- Graceland di Paul Simon (1986)

## Discografia solista
- Lone Rhino (1982)
- Twang Bar king (1983)
- Desire Caught By the Tail (1986)
- Mr. Music Head (1989)
- Young Lions (1990)
- Desire of the Rhino King (1991)
- Inner Revolution (1992)
- The Acoustic Adrian Belew (1993)
- Here (1994)
- The Guitar as Orchestra: Experimental Guitar Series, Vol.1 (1995)
- Op Zop Too Wah (1996)
- Belew Prints: The Acoustic Adrian Belew, Vol.2 (1998)
- Salad Days (1998)
- Coming Attractions (2000)
- Raven Songs 101 (con Kevin Max) (2004)
- Side One (2005)
- Side Two (2005)
- Side Three (2006)
- Side Four (2008)
- e (2009)